# Javier Chacón
Javier Chacón Quesada (* 29. Juli 1985 in Vélez-Rubio) ist ein ehemaliger spanischer Radrennfahrer.
Javier Chacón wurde 2006 in Móstoles spanischer Meister im Einzelzeitfahren der U23-Klasse. Außerdem gewann er eine Etappe bei der Vuelta a Palencia und eine bei der Vuelta a Segovia, wo er auch die Gesamtwertung gewann. Bei den UCI-Straßen-Weltmeisterschaften 2006 in Salzburg startete er beim Zeitfahren der U23-Klasse und belegte den 54. Platz. 2010 gewann er eine Etappe der  Vuelta a Venezuela und 2012 eine der Azerbaïjan Tour. Ebenfalls 2012 startete er bei der Vuelta a España und belegte Platz 161 in der Gesamtwertung. 2014 beendete er seine Radsportlaufbahn.

## Erfolge
2006
- Spanischer Meister – Einzelzeitfahren (U23)

2010
- eine Etappe Vuelta a Venezuela

2012
- eine Etappe Azerbaïjan Tour

## Teams
- 2008 Contentpolis-Murcia
- 2010 Heraklion Kastro-Murcia
- 2011 KTM-Murcia
- 2011 Andalucía Caja Granada (Stagiaire ab 1. August)
- 2012 Andalucía
- 2014 Keith Mobel-Partizan